# Miló Viktória
Miló Viktória (Nyíregyháza, 1978. július 3. –) többszörös magyar karate-, kungfu- és ökölvívó-világbajnok.

## Élete
Hétévesen (1985) kezdett kick-box edzésekre járni, tizenöt évesen (1993) a kungfura tért át. Tizenegyszeres all style karate és kétszeres kungfuvilágbajnok. 1997 óta foglalkozik amatőr ökölvívással, melyben Európa-bajnoki III. helyezett és négyszeres magyar bajnok. 2002 januárjában lépett a profik táborába, 2003-ban megszerezte a WIBF-GBU légsúlyú világbajnoki címét.
Elvégezte a Testnevelési Egyetemet, ezen kívül földrajz-testnevelés tanári végzettsége is van. A Kölcsey Televízió szerkesztő-műsorvezetője, emellett úszást és kungfu aerobicot is oktat kisgyerekeknek.
2019-ben részt vett a TV2 Exatlon Hungary című sport-realityjében, ahol a Bajnokok csapatát erősítette.